# Izdebnik (województwo mazowieckie)
Izdebnik – wieś sołecka w Polsce położona w województwie mazowieckim, w powiecie garwolińskim, w gminie Garwolin.
Wierni Kościoła rzymskokatolickiego należą do parafii Matki Bożej Szkaplerznej w Górkach.
W latach 1975–1998 miejscowość położona była w województwie siedleckim.